# Munții Wudang
Munții Wudang (în chineză: 武当山, romanizat Wǔdāng Shān) constau dintr-un mic lanț muntos aflat în partea de nord-vest a provinciei Hubei din China, chiar la sud de orașul Shiyan. Aici se află un renumit complex de temple și mănăstiri taoiste asociate cu zeul Xuanwu. Munții Wudang sunt renumiți pentru practicarea Tai chi și a taoismului, reprezentând omologul taoist al Mănăstirii Shaolin, care este afiliată budismului chinezesc. Munții Wudang sunt unul dintre cei „Patru Munți Sacri ai Taoismului” din China, fiind o destinație importantă a pelerinajelor taoiste.

## Geografie
Pe hărțile chinezești, denumirea „Wudangshan” (în chineză: 武当山) se aplică atât întregului lanț muntos (care se întinde pe direcția est-vest de-a lungul marginea de sud a râului Han, traversând mai multe diviziuni administrative ale prefecturii Shiyan), cât și unui mic grup de vârfuri situate în subdistrictul Wudangshan al orașului districtual Danjiangkou. Această din urmă zonă este cunoscută ca fiind centrul taoist.
Hărțile moderne arată că altitudinea maximă a vârfurilor lanțului muntos Wudang Shan este de 1612 metri; cu toate acestea, întregul lanț Wudangshan are vârfuri ceva mai înalte în alte părți.
Unii geografi consideră că Muntii Wudang sunt o „ramură” a lanțului muntos Daba, care este un sistem montan major din vestul provinciei Hubei și din provinciile Shaanxi, Chongqing și Sichuan.

## Istoric
Timp de secole, munții Wudang au fost cunoscuți ca un centru important al taoismului, renumit mai ales pentru variantele sale taoiste de arte marțiale sau Taichi.
Primul loc de cult — Templul celor Cinci Dragoni — a fost construit la ordinul împăratului Taizong din Tang. Alte clădiri au fost adăugate în timpul dinastiilor Song și Yuan, în timp ce cel mai mare complex de pe munte a fost construit în timpul dinastiei Ming (secolele al XIV-lea-al XVII-lea) când împăratul Yongle a pretins că se bucura de protecția zeului Beidi sau Xuan Wu. Temple au trebuit să fie reconstruite periodic și nu toate au rezistat până în prezent; cele mai vechi structuri existente sunt Sala de Aur și Vechiul Sanctuar de Bronz, realizate în 1307. Alte clădiri notabile sunt Palatul Nanyang (construit în perioada 1285-1310 și extins în 1312), Orașul Interzis cu ziduri de piatră din vârf (construit în 1419) și Templul Norului Violet (construit în 1119-1126, reconstruit în 1413 și extins în 1803-1820).
Mănăstiri precum Grădina Wudang a fost inclusă în 1994 de către UNESCO în lista locurilor din patrimoniul mondial.
Pe 19 ianuarie 2003, Palatul Yuzhengong din Munții Wudang, vechi de 600 de ani, a fost incendiat accidental de către un angajat al unei școli de arte marțiale. Un incendiu a izbucnit în sala centrală și a transformat în cenușă trei camere, întinse pe o suprafață de 200 de metri pătrați. O statuie placată cu aur a lui Zhang Sanfeng, care era adăpostită de obicei în Palatul Yuzhengong, a fost mutată într-o altă clădire, chiar înainte de incendiu, și astfel a scăpat de distrugerea prin foc.

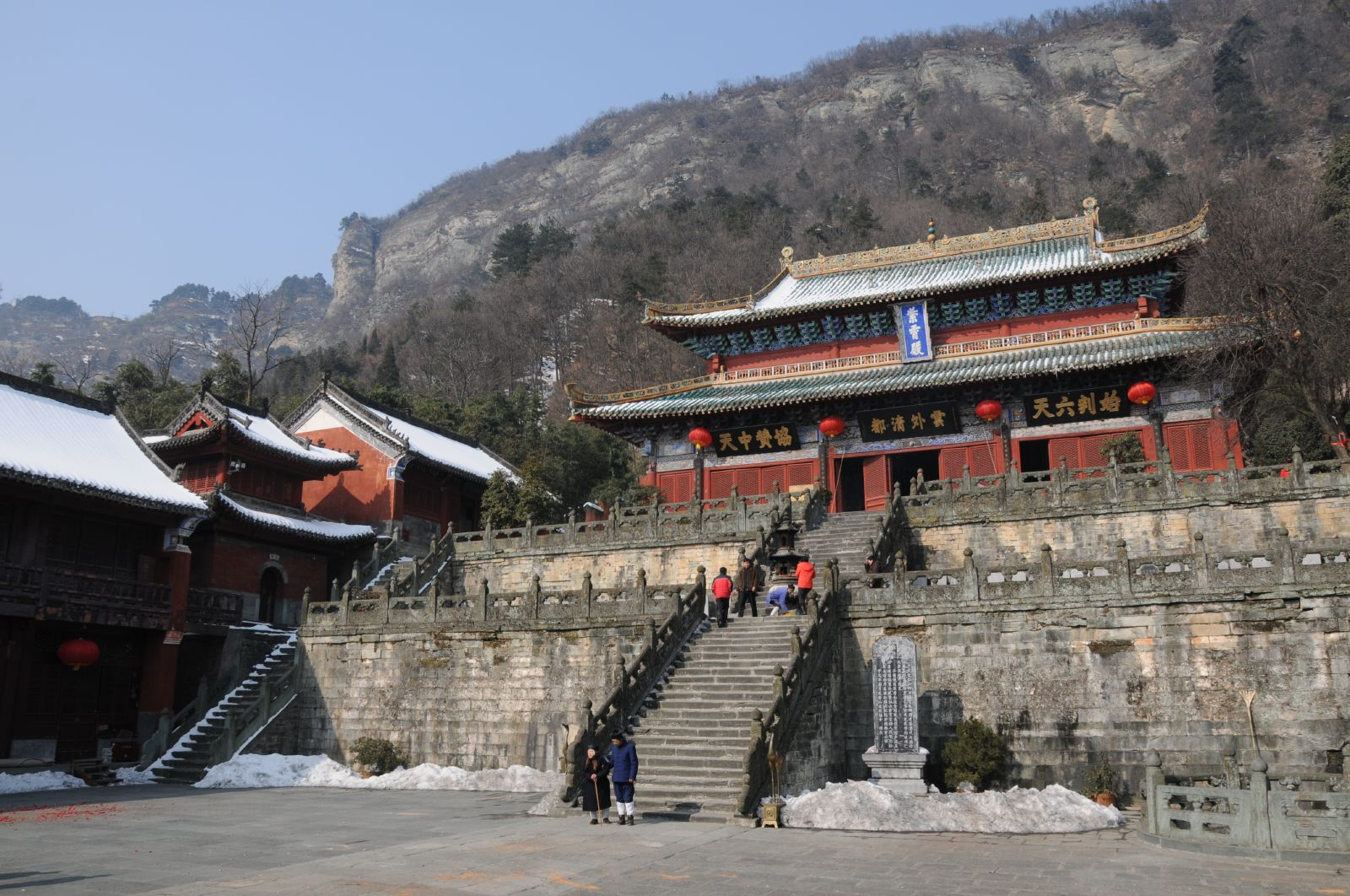
Mănăstirea Norului Violet din Munții Wudang
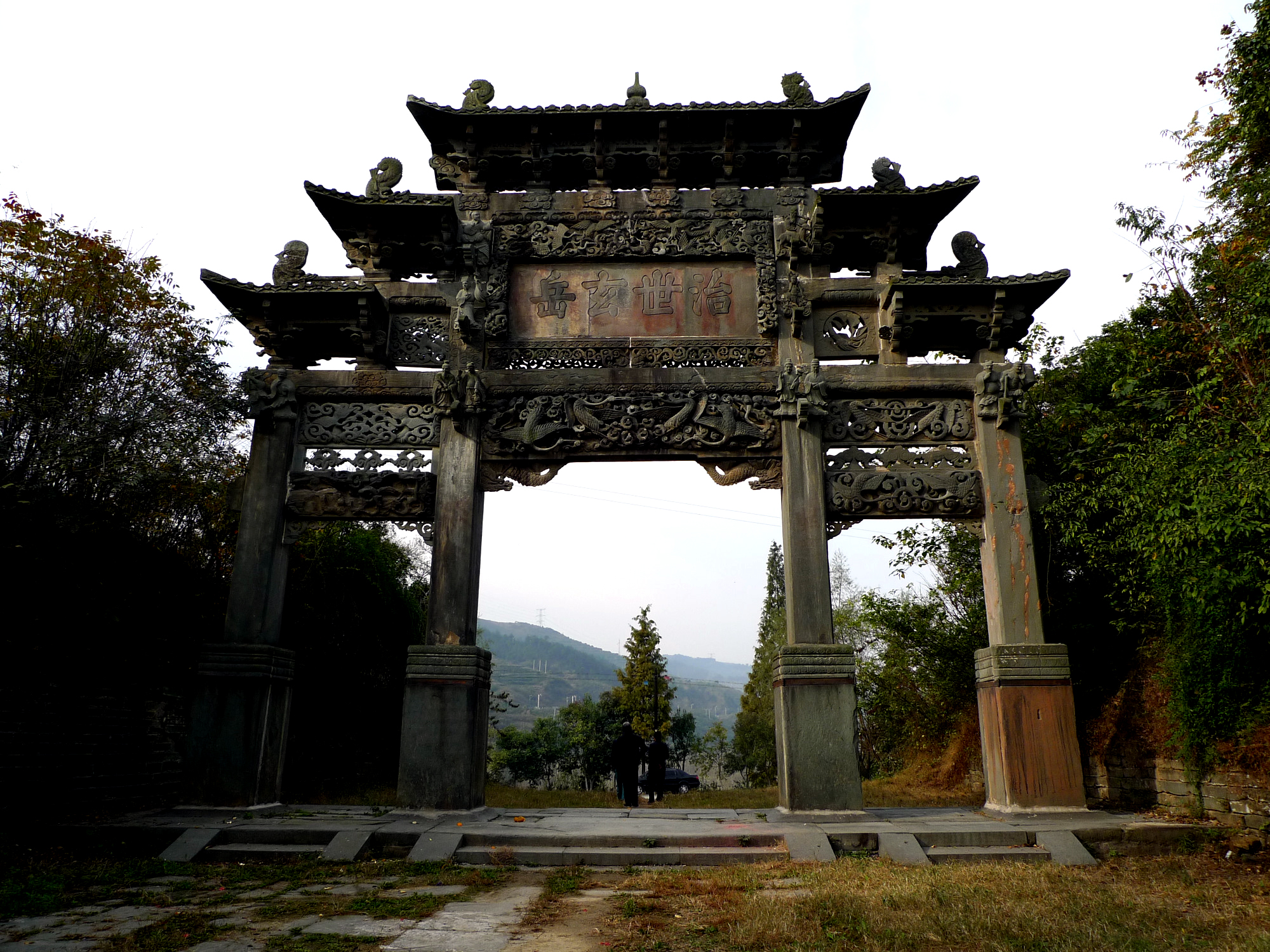
Poarta Yuan Wu din Munții Wudang
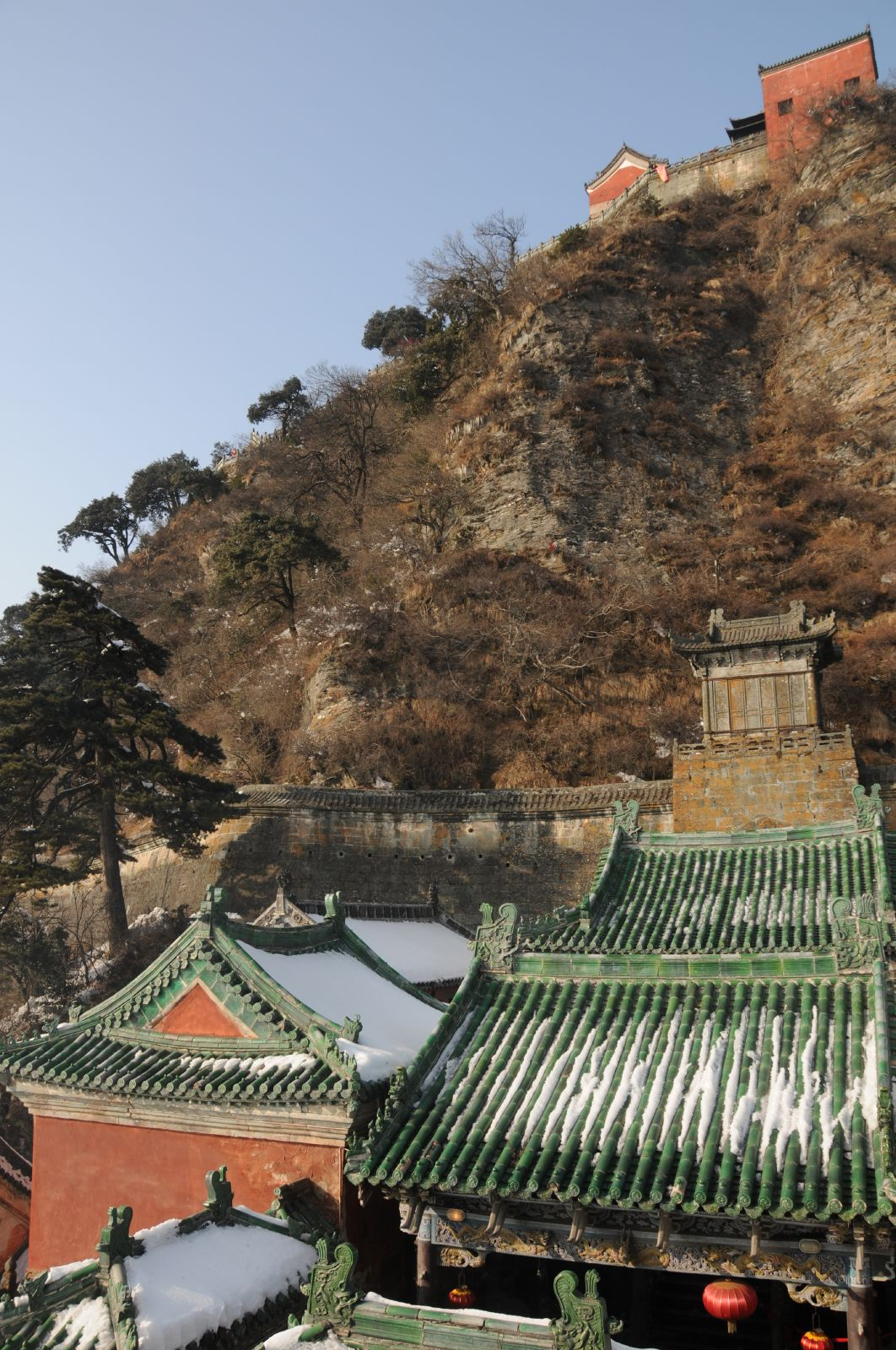
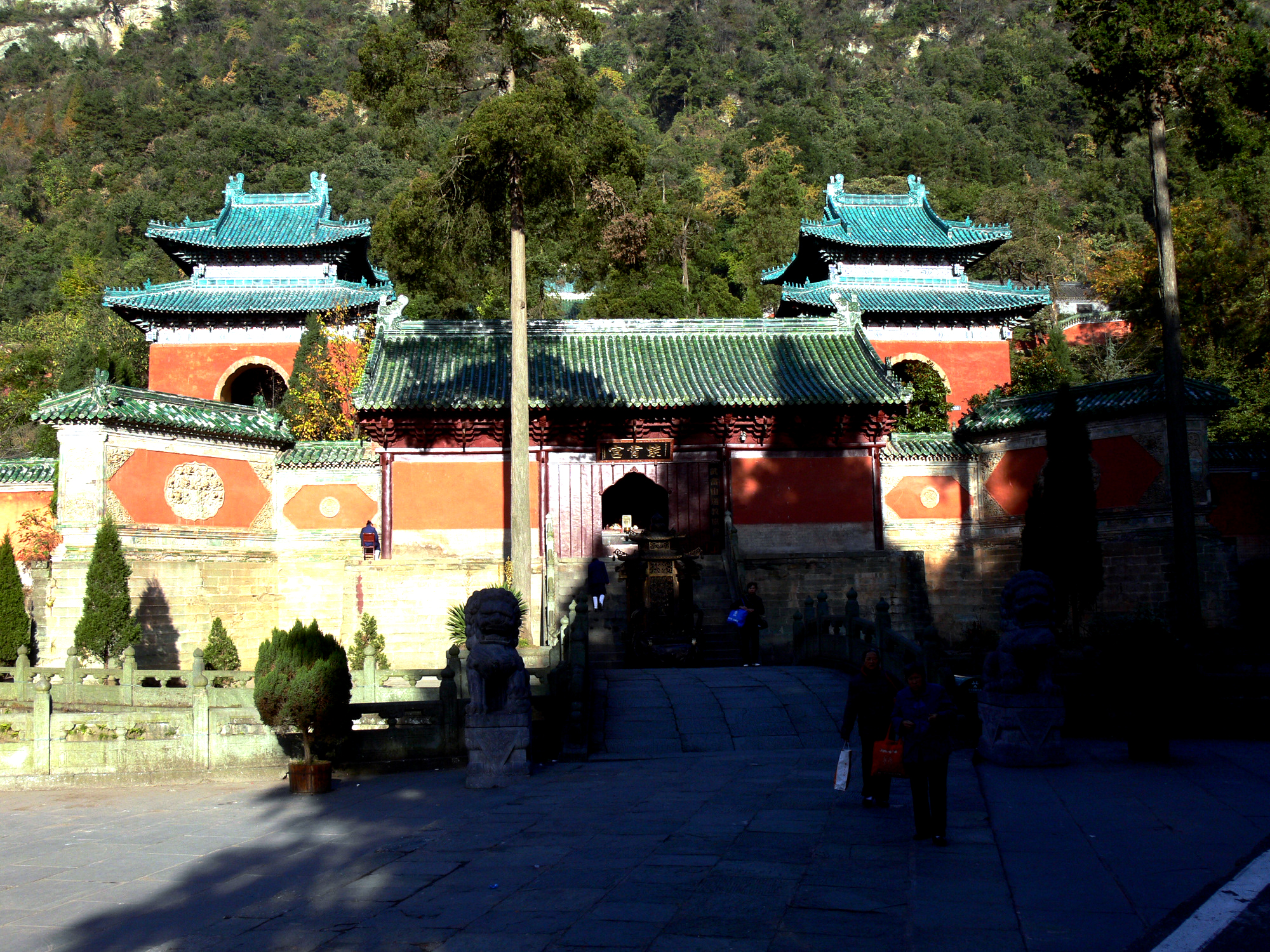
Palatul Cerului Violet
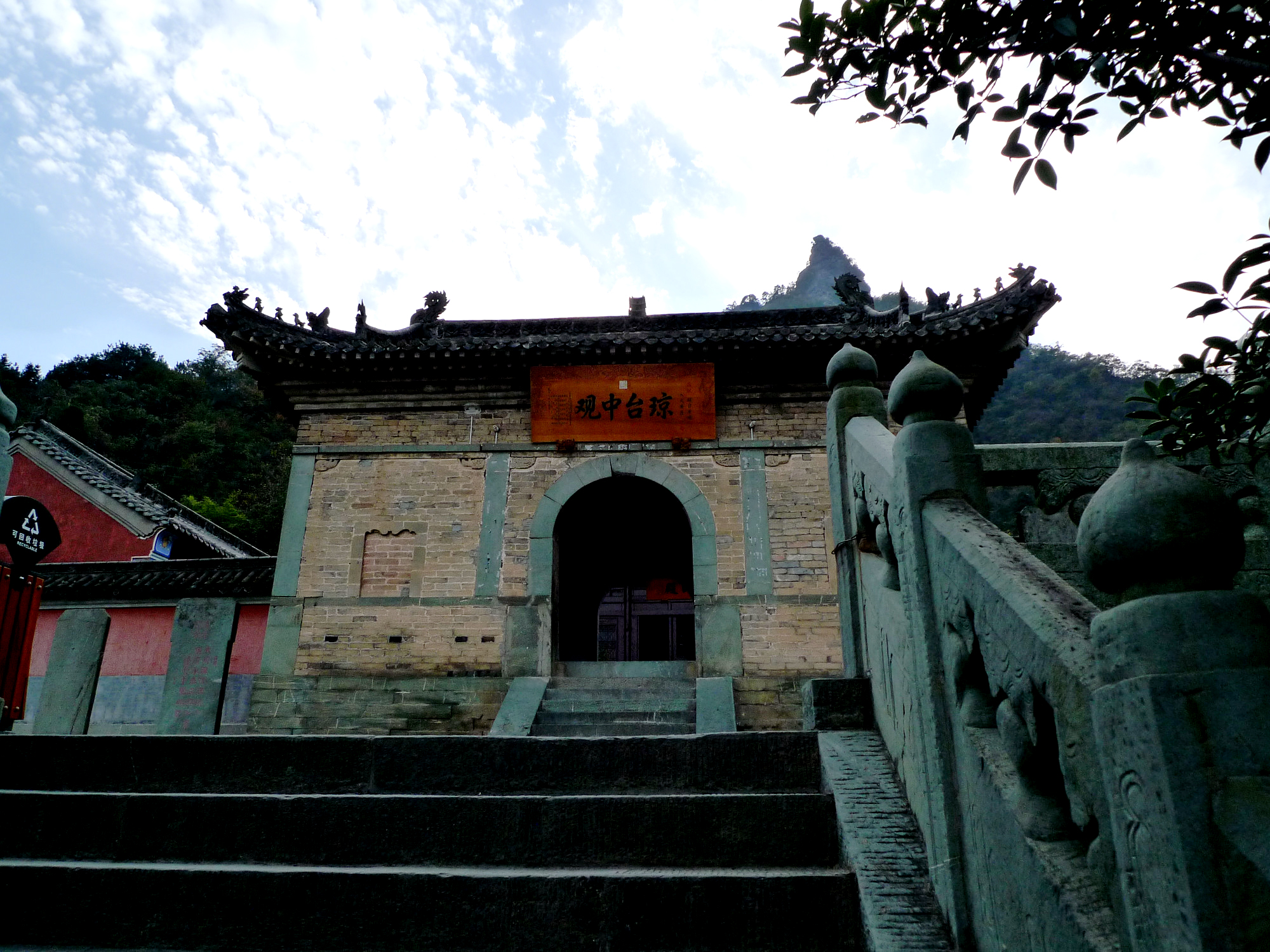
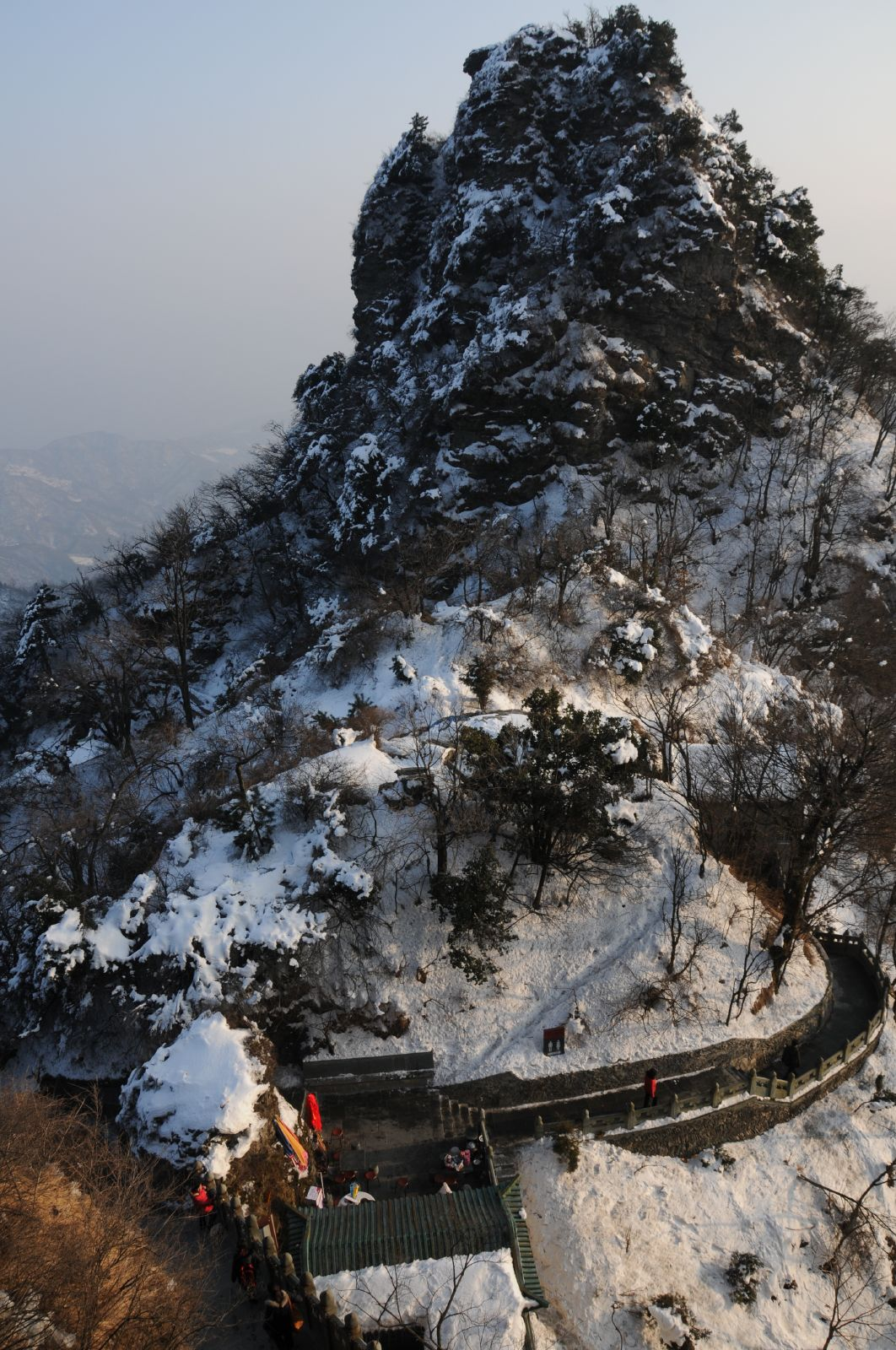

## Asocierea cu artele marțiale
La primul turneu național de arte marțiale organizat de Academia de Arte Marțiale din Nanjing în 1928, participanții au fost împărțiți în practicanți ai stilurilor Shaolin și Wudang. Stilurile considerate a aparține grupului din urmă — numite Wudangquan — conțin elemente bazate pe exerciții taoiste neidan. Exemple tipice de Wudangquan sunt Taijiquan, Xingyiquan și Baguazhang. Potrivit legendei, Taijiquan a fost creat de pustnicul taoist Zhang Sanfeng, care a trăit în munții Wudang.
Wudangquan a fost parțial reformat pentru a se potrivi programului de promovare a sănătății și sportului din Republica Populară Chineză. Cel de-al treilea Festival Tradițional bianual Wushu a avut loc în Munții Wudang în perioada 28 octombrie - 2 noiembrie 2008.